# Bob Sims (cestista 1915)
Robert Helmer Sims, detto Bob (Plainwell, 3 luglio 1915 – Dearborn, 17 maggio 1994), è stato un cestista statunitense, professionista nella NBL.

## Carriera
Giocò una stagione nella NBL, disputando 23 partite con 2,0 punti di media.